# Dinis Dias
Dinis Dias je bio portugalski pomorac-istraživač iz 15. stoljeća.
Štitonoša Henrika Pomorca, 1442. je skupa s de Sintrom došao do Bijelog rta koji je 1441. identificirao Nuno Tristão i obišao područje zaljeva Arguima. 1444. je godine otkrio Zeleni rt.
Poslije te godine isplovio je s istraživačem de Freitasom u veliki lov na robove u Arguim.
Bartolomeu Dias je Dinisov potomak.